# الإرهاب في الصين

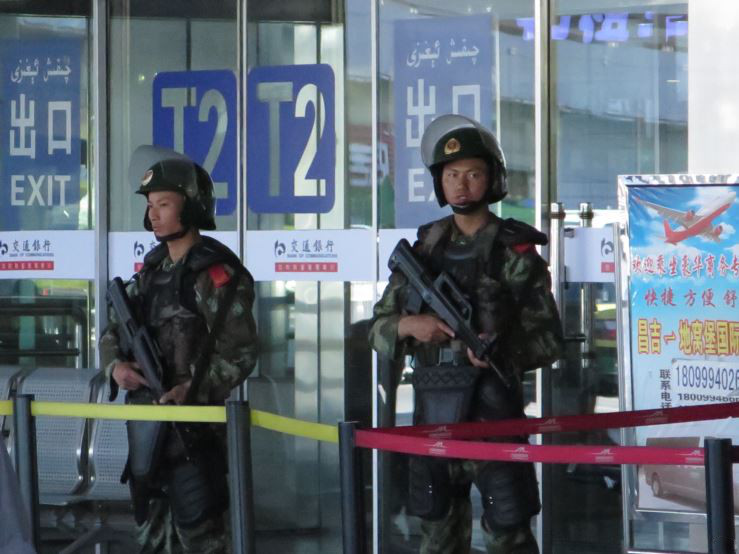
يتسبب الارهاب في خسائر او دمار. ولمواجهة تلك الجرائم, شنت الصين "حربا شعبية" على الارهاب باستخدام كل قوة ممكنة لتوجيه ضربة قاسمة للانشطة الارهابية.
سلسلة من الهجمات
كان الهجوم الارهابي الذي اسفر عن مقتل 31 شخصا واصابة 141 اخرين خلال شهر مارس في محطة للسكك الحديدية في مدينة كونمينغ عاصمة مقاطعة يوننان بجنوب غرب البلاد, من بين الهجمات الاولى هذا العام, التي غيرت موقف المواطنين الصينيين تجاه الارهاب.
ووصف كثيرون الهجوم بانه "11 سبتمبر الصينية", الذي جلب الخوف والذعر في حياة المواطن العادي أثناء قضاء العطلة او انتظار القطار او مساومة البائعين في محطات القطارات.
وكتب أحد سكان كونمينغ على موقع التدوينات القصيرة الصينية ((سينا ويبو)) بعد المأساة "لم أدرك أبدا أن الارهابيين يقتربون منا لهذة الدرجة".
وقال الباحث المشارك في اكاديمية شينجيانغ للعلوم الاجتماعية توروينجان تورسون إنه بعد رؤية الهجوم على كونمينغ, بدأ الصينيون بالاعتقاد بانه من الممكن حدوث ذلك في مدنهم وحولهم او لعائلاتهم.

يتسبب الإرهاب في خسائر أو دمار. ولمواجهة تلك الجرائم، شنت الصين «حربا شعبية» على الإرهاب باستخدام كل قوة ممكنة لتوجيه ضربة قاسمة للانشطة الارهابية.
سلسلة من الهجمات
كان الهجوم الإرهابي الذي اسفر عن مقتل 31 شخصا واصابة 141 اخرين خلال شهر مارس في محطة للسكك الحديدية في مدينة كونمينغ عاصمة مقاطعة يوننان بجنوب غرب البلاد، من بين الهجمات الأولى هذا العام، التي غيرت موقف المواطنين الصينيين تجاه الإرهاب.
ووصف كثيرون الهجوم بانه «11 سبتمبر الصينية», الذي جلب الخوف والذعر في حياة المواطن العادي أثناء قضاء العطلة أو انتظار القطار أو مساومة البائعين في محطات القطارات.
وكتب أحد سكان كونمينغ على موقع التدوينات القصيرة الصينية ((سينا ويبو)) بعد المأساة «لم أدرك أبدا أن الارهابيين يقتربون منا لهذة الدرجة».
وقال الباحث المشارك في اكاديمية شينجيانغ للعلوم الاجتماعية توروينجان تورسون إنه بعد رؤية الهجوم على كونمينغ، بدأ الصينيون بالاعتقاد بانه من الممكن حدوث ذلك في مدنهم وحولهم أو لعائلاتهم.
يشير الإرهاب في الصين إلى استخدام العنف أو التهديد باستخدامه لإحداث تغيير سياسي أو أيديولوجي في جمهورية الصين الشعبية. يختلف تعريف الإرهاب بين الباحثين، وبين الهيئات الدولية والوطنية وعبر الزمن، ولا يوجد تعريف ملزم قانونًا على المستوى الدولي. في السياق الثقافي للصين، المصطلح جديد وغامض نسبيًا.
تعتبر حكومة جمهورية الصين الشعبية الإرهاب أحد «الشرور الثلاثة» التي تشمل أيضًا الانفصالية والتطرف. تنظر بكين إلى هذه القوى على أنها تهديدات مترابطة للاستقرار الاجتماعي والأمن القومي. وعلى وجه الخصوص، يُنظر إلى الإرهاب على أنه مظهر عنيف من مظاهر الانفصال العرقي، ويُفهم أن الانفصالية هي نتيجة طبيعية للتعصب الديني. شرعت الحكومة في حملات صارمة لقمع هذه الاتجاهات، لا سيما في منطقتي شينجيانغ والتبت.
منذ هجمات 11 سبتمبر 2001، عززت حكومة جمهورية الصين الشعبية مشاركتها في الجهود الثنائية والمتعددة الأطراف لمكافحة الإرهاب. ونتيجة لهذه الجهود، صنفت الأمم المتحدة ووزارة الخارجية الأمريكية بعض الحركات الانفصالية الأويغورية على أنها جماعات إرهابية. كانت هناك ادعاءات بأن الحكومة الصينية تطبق الاتهامات بالإرهاب بطريقة غير متسقة وأحيانًا ذات دوافع سياسية.

## السياق الثقافي الصيني
إن مفهوم الإرهاب، كما تطور وفُهم في الغرب، لم يكن موجودًا في الإمبراطورية الصينية. في هذا السياق، اتخذ الإجرام السياسي شكل العنف ضد الإمبراطور، ونُظر إليه على أنه مؤذٍ لأنه يثير الخوف ويؤدي إلى «الفوضى». وباستثناء العنف السياسي «الجيد» ضد الحكام الذين أدى افتقارهم إلى الملاءمة والفضيلة إلى فقدان انتداب الجنة، اعتبر العنف مخالفًا للطبيعة البشرية وللتاو. يجادل كام وونغ بأن ديناميكيات الإمبراطورية الصينية تشكل الأساس للتفاهم الصيني المعاصر للإرهاب.
الخوف من الفوضى والاضطراب الاجتماعي عامل قوي في حشد الإرادة السياسية لمكافحة التهديدات المحتملة. في السياق الحديث، يمكن اعتبار أي جماعة أو قوة لديها القدرة على تحدي النظام الاجتماعي القائم أو الأمن السياسي للحكام شكلًا من أشكال الإرهاب، «يجب إدانتها بلا هوادة وقمعها بأي ثمن»، بحسب وونغ.
لا يوجد حاليًا تعريف واضح للإرهاب سواء على الصعيد الوطني أو الدولي، على الرغم من أن مجلس الشعب الصيني بصدد صياغة تشريع يوضح استخدام المصطلح في القانون الصيني. صنفه مشروع القانون، كما أوردته وكالة أنباء شينخوا، على أنه الأعمال الإرهابية التي «تسبب أو تهدف إلى إلحاق ضرر جسيم بالمجتمع من خلال التسبب في خسائر اقتصادية كبيرة أو إتلاف المرافق العامة أو الإخلال بالنظام الاجتماعي». تزعم جماعات حقوق الإنسان أن المصطلح ينطبق أحيانًا على المنشقين غير العنيفين في الصين.

## الإرهاب والعنف السياسي المركزان على الصعيد الإقليمي

### شينجيانغ
تركز التقارير الإعلامية والدراسات العلمية حول الإرهاب في الصين المعاصرة بشكل متكرر على أفراد مجموعة الأويغور العرقية المسلمة، والذين يتركزون في مقاطعة شينجيانغ الشمالية الغربية. طوال تاريخها، كانت الصين تحكم المنطقة المعروفة الآن باسم شينجيانغ بشكل متقطع، بينما يتعرف الأويغور المحليون عن كثب على ثقافات آسيا الوسطى ويقاومون محاولات استيعاب ثقافة الهان الصينية. منذ عام 1933 وحتى عام 1934، أسس الأويغور جمهورية إسلامية مستقلة لم تدم طويلًا، ودعم السوفييت المتمردين الشيوعيين الأويغور في تمرد إيلي منذ عام 1944 وحتى عام 1949 ضد جمهورية الصين، جمهورية تركستان الشرقية الثانية، قبل دمج شينجيانغ في جمهورية الصين الشعبية عام 1949. بعد الانقسام الصيني السوفياتي، حشد الاتحاد السوفيتي قواته على الحدود الروسية مع شينجيانغ، وعزز حركات «تركستان الشرقية» الانفصالية، التي تلقت دعمًا معنويًا وماديًا من الجماعات الإقليمية المتشددة الأخرى. اتهمت الصين السوفييت بأعمال الشغب الهندسية، وحسنت البنية التحتية العسكرية هناك لمقاومتهم.
في الثمانينيات من القرن العشرين خففت السلطات الصينية بعض سياساتها القمعية ضد الأقليات العرقية، وخففت القيود على الحدود ما سمح للأويغور بالسفر لأداء فريضة الحج. خلال هذه الفترة، كان بعض الأويغور على اتصال بجماعات إسلامية راديكالية تعمل في آسيا الوسطى وباكستان، بينما درس البعض الآخر في مدارس قرآنية مرتبطة بالحركات الإسلامية. ارتبطت الزيادة في الأصولية بالانتعاش الإسلامي في ثمانينيات القرن العشرين، بعد الإصلاحات السياسية التي قام بها دينغ شياوبنغ والتي سعت إلى الحد من قمع الدين وتعزيز الإلحاد الذي كان منتشرًا خلال حكم ماو. علق ريمي كاستيتس قائلًا إن هذا أدى إلى «منطق أكثر تشددًا يستخدم الإسلام كأداة للتمييز بين قيم الأويغور والقيم غير الدينية والإلحادية التي تروج لها السلطات الصينية». في أعقاب سقوط الاتحاد السوفياتي واستقلال الجمهوريات السوفياتية السابقة في آسيا الوسطى، خشيت الحكومة الصينية من عودة الحركات الانفصالية، فضلًا عن انتشار الإسلام المتطرف في المنطقة، مما قد يزعزع استقرار بنيتها التحتية في شينجيانغ. خلال هذا الوقت، قدمت دول مثل كازاخستان وقيرغيزستان اللجوء للاجئين الأويغور، والاعتراف بالجماعات التي تسعى إلى الاستقلال. ولمكافحة ذلك، قامت حكومة بكين بتسوية المنازعات الحدودية وعرضت التعاون الاقتصادي مع جمهوريات آسيا الوسطى من خلال منظمة شنغهاي للتعاون، ونجحت في إقناع هذه البلدان بحظر الجماعات الانفصالية الأويغورية المقيمة هناك، وكذلك بتسليم اللاجئين الانفصاليين الأويغور المشتبه فيهم.
صدرت سلسلة من النشرات الصحفية العدوانية والقتالية في تسعينيات القرن العشرين تقدم مزاعم كاذبة حول التمردات العنيفة في شينجيانغ، والمبالغة في كل من عدد المهاجرين الصينيين والعدد الإجمالي للأويغور في شينجيانغ من قبل الزعيم السابق للجبهة الثورية المتحدة لتركستان الشرقية المدعوم من الاتحاد السوفيتي يوسوببيك مخلصي.
لا توجد أجندة إيغورية واحدة، ومظالم الأويغور ضد الحكومة الصينية هي في الغالب ذات طبيعة سياسية. وبينما يرغب بعض الأويغور في دولة مستقلة تتماشى مع المجموعات العرقية التركية في آسيا الوسطى، يرغب البعض الآخر في إقامة علاقة مستقلة مع الصين مع الاحتفاظ بثقافتهم المتميزة، في حين يرغب البعض الآخر في الاندماج على نطاق واسع مع النظام السياسي الصيني.
تنبع الرغبة في الاستقلال أو التمتع بقدر أكبر من الاستقلال السياسي والثقافي إلى حد كبير من الاستياء من القيود المفروضة على التعبير الديني والثقافي، والصراع العرقي مع السكان الصينيين الهان المحليين، وعدم المساواة في الدخل، والتصور بأن حكومة بكين تسيء تخصيص ثروة شينجيانغ من الموارد الطبيعية. تبنت بعض الجماعات تكتيكات عنيفة في السعي لتحقيق هذه الأهداف، في الغالب إنشاء دولة إيغورية منفصلة تسمى تركستان الشرقية أو الأويغورستان، والتي تطالب بجزء كبير من الصين. ومن بين الكيانات التي حُددت في وثائق الحكومة الصينية بأنها ضالعة في هجمات عنيفة: الحركة الإسلامية لتركستان الشرقية، ومنظمة تحرير تركستان الشرقية، والجبهة الثورية المتحدة لتركستان الشرقية، ومنظمة تحرير الأويغور. ويعتقد أن أعضاء هذه الجماعات تلقوا تدريبًا في دول آسيا الوسطى مثل أفغانستان وباكستان. ولوحظ أن هذه الجماعات العنيفة كثيرًا ما تتفكك وتندمج وتنهار، ما يجعل من الصعب إثبات الادعاءات. يعتبر مسلمو الهوي في الصين، الذين اندمجوا بشكل جيد نسبيًا في المجتمع الصيني، بعض الأويغور «انفصاليين غير وطنيين يعطون المسلمين الصينيين الآخرين سمعة سيئة»، وفقًا لصحيفة نيويورك تايمز.